# Дамян Цярціньскі
Дамян Цярціньскі (пол. Damian Ciarciński; 12 липня 1978, Оструда, Польща) — польський дипломат. Генеральний консул Республіки Польща у Вінниці (2018—2024).

## Життєпис
Народився у 1978 році. Закінчив Варшавський університет і Університет кардинала Стефана Вишинського. Під час навчання в університеті виїжджав на стипендії до Дрездена.
Був представником у Національній бібліотеці імені Оссолінських у Львові (2006—2008). Потім почав працювати на дипломатичних посадах: був і у Львові (2008—2009), і в Москві (2010), потім – у Вінниці. У Вінниці працював з 2010 по кінця 2014 року, після повернення до Польщі, працював в МЗС.
З 31 січня 2018 р. по 2024 р. — Генеральний консул Республіки Польща у Вінниці.
Вивчав українську, німецьку, російську, англійську.